# František Antonín Raab
František Antonín Raab, německy Franz Anton Raab, (21. prosince 1722 Sv. Linhart, Korutany – 20. dubna 1783 Vídeň) byl rakouský národohospodář, autor poddanské a pozemkové reformy v českých zemích známé jako raabizace.

## Kariérní vzestup
Vystudoval práva ve Štýrském Hradci, věnoval se advokacii, 1750 vstoupil do státních služeb. Na přímluvu jej královna jmenovala intendančním radou v Terstu, jeho úkolem bylo podporovat rozvoj zvláštního ekonomického provozu v přístavu (dnes bychom řekli bezcelní zóny). Za věrné služby byl roku 1755 povýšen do dědičného rytířského stavu, dále se psal přídomkem z Ravenheimu.

## Národohospodář
V roce 1773 byl jmenován dvorním radou u vídeňské obchodní komory. Jeho úkolem bylo dosáhnout povznesení zemědělské i průmyslové výroby stále poznamenané válkou o dědictví rakouské. Zaváděl chov včel, bourců, ovcí (továrna na zpracování vlny v Terezíně), pěstování barvířských rostlin. Zasazoval se o obdělávání ladem ležící půdy a zefektivnění hospodaření.

## Raabizace
Na základě dosavadních úspěchů byl jmenován tajným státním referendářem a ředitelem komorních statků v Čechách. Na dvou zkonfiskovaných jezuitských statcích v Čechách si vyzkoušel nahrazení roboty (poddaní museli určitý čas pracovat na statcích vrchnosti) pronajmutím půdy poddaným, kteří pak odváděli vrchnosti jen peníze místo práce. Tento robotní výkup – raabizaci – popsal ve spisu a byl pak aplikován v několika zemích Habsburské monarchie.
Zemřel ale dříve, než mohly být reformy dokončeny. Po smrti Marie Terezie využila církev a velkostatkáři svého vlivu a dosáhli toho, že Josef II. pro ně nevýhodnou raabizaci roku 1790 zastavil.